# Badminton nos Jogos Olímpicos de Verão de 2004
A competição de badminton nos Jogos Olímpicos de Verão de 2004 foi realizada no Salão Olímpico Goudi no Complexo Olímpico Goudi onde os participantes competiram por 5 medalhas de ouro.

## Eventos do badminton
Masculino: Individual | Duplas

Feminino: Individual | Duplas

Misto: Duplas

## Individual masculino
| Pos. | País          | Atletas          |
| ---- | ------------- | ---------------- |
|      | Indonésia     | Taufik Hidayat   |
|      | Coreia do Sul | Shon Seung-mo    |
|      | Indonésia     | Soni Dwi Kuncoro |

### Quartas de final
18 de agosto

| Boonsak Ponsana, THA  | (15-10, 15-1)        | Ronald Susilo, SIN |
| Taufik Hidayat, INA   | (15-12, 15-12)       | Peter Gade, DEN    |
| Soni Dwi Kuncoro, INA | (15-13, 15-4)        | Park Tae-sang, KOR |
| Shon Seung-mo, KOR    | (10-15, 15-4, 15-10) | Chen Hong, CHN     |

### Semifinal
20 de agosto

| Taufik Hidayat, INA | (15-9, 15-2)       | Boonsak Ponsana, THA  |
| Shon Seung-mo, KOR  | (15-6, 9-15, 15-9) | Soni Dwi Kuncoro, INA |

### Disputa pelo bronze
21 de agosto

| Soni Dwi Kuncoro, INA | (15-11, 17-16) | Boonsak Ponsana, THA |

### Final
21 de agosto
| Taufik Hidayat, INA | (15-8, 15-7) | Shon Seung-mo, KOR |

## Individual feminino
| Pos. | País          | Atletas    |
| ---- | ------------- | ---------- |
|      | China         | Zhang Ning |
|      | Países Baixos | Mia Audina |
|      | China         | Zhou Mi    |

### Quartas de final
16 de agosto

| Gong Ruina, CHN | (11-3, 11-3)       | Shao-Chieh Cheng, TPE |
| Zhou Mi, CHN    | (11-4, 11-1)       | Petya Nedelcheva, BUL |
| Mia Audina, NED | (11-0, 11-9)       | Tracey Hallam, GBR    |
| Zhang Ning, CHN | (9-11, 11-6, 11-7) | Wang Chen, HKG        |

### Semifinal
18 de agosto

| Blah Ning, CHN  | (11-6, 11-4) | Zhou Mi, CHN    |
| Mia Audina, NED | (11-4, 11-2) | Gong Ruina, CHN |

### Disputa pelo bronze
19 de agosto

| Zhou Mi, CHN | (11-2, 8-11, 11-6) | Gong Ruina, CHN |

### Final
19 de agosto

| Zhang Ning, CHN | (8-11, 11-6, 11-7) | Mia Audina, NED |

## Duplas masculino
| Pos. | País          | Atletas                    |
| ---- | ------------- | -------------------------- |
|      | Coreia do Sul | Kim Dong-moon Ha Tae-kwon  |
|      | Coreia do Sul | Lee Dong-soo Yoo Yong-sung |
|      | Indonésia     | Eng Hian Flandy Limpele    |

### Quartas de final
17 de agosto

| Eng Hian / Flandy Limpele, INA              | (15-1, 15-10)        | Yim Bang-eun / Kim Yong-hyun, KOR  |
| Kim Dong-moon / Ha Tae-kwon, KOR            | (15-7, 15-11)        | Zheng Bo & Sang Yang, CHN          |
| Lee Dong-soo / Yoo Yong-sung, KOR           | (11-15, 15-11, 15-9) | Choong Tan Fook & Lee Wan Wah, MAS |
| Jens Eriksen / Martin Lundgaard Hansen, DEN | (3-15, 15-11, 15-8)  | Fu Haifeng / Cai Yun, CHN          |

### Semifinal
19 de agosto

| Kim Dong-moon / Ha Tae-kwon, KOR  | (15-8, 15-2)       | Eng Hian / Flandy Limpele, INA              |
| Lee Dong-soo / Yoo Yong-sung, KOR | (9-15, 15-5, 15-3) | Jens Eriksen / Martin Lundgaard Hansen, DEN |

### Disputa pelo bronze
20 de agosto

| Eng Hian / Flandy Limpele, INA | (15-13, 15-7) | Jens Eriksen / Martin Lundgaard Hansen, DEN |

### Final
20 de agosto

| Kim Dong-moon / Ha Tae-kwon, KOR | (15-11, 15-4) | Lee Dong-soo / Yoo Yong-sung, KOR |

## Duplas feminino
| Pos. | País          | Atletas                    |
| ---- | ------------- | -------------------------- |
|      | China         | Zhang Jiewen Yang Wei      |
|      | China         | Huang Sui Gao Ling         |
|      | Coreia do Sul | Ra Kyung-min Lee Kyung-won |

### Quartas de final
18 de agosto

| Zhang Jiewen / Yang Wei, CHN      | (15-2, 15-4)        | Saralee Thungthongkam / Sathinee Chankrachangwong, THA |
| Ra Kyung-min / Lee Kyung-won, KOR | (15-5, 15-2)        | Lotte Bruil / Mia Audina, NED                          |
| Zhao Tingting / Wei Yili, CHN     | (8-15, 15-6, 15-13) | Lee Hyo-jung / Hwang Yu-mi, KOR                        |
| Huang Sui / Gao Ling, CHN         | (15-6, 15-7)        | Ann-Lou Jørgensen / Rikke Olsen, DEN                   |

### Semifinal
20 de agosto

| Zhang Jiewen / Yang Wei, CHN | (15-6, 15-4)   | Ra Kyung-min / Lee Kyung-won, KOR |
| Huang Sui / Gao Ling, CHN    | (15-10, 17-14) | Zhao Tingting / Wei Yili, CHN     |

### Disputa pelo bronze
21 de agosto

| Ra Kyung-min / Lee Kyung-won, KOR | (10-15, 15-9, 15-7) | Zhao Tingting / Wei Yili, CHN |

### Final
21 de agosto

| Zhang Jiewen / Yang Wei, CHN | (7-15, 15-4, 15-8) | Huang Sui / Gao Ling, CHN |

## Duplas mistas
| Pos. | País        | Atletas                        |
| ---- | ----------- | ------------------------------ |
|      | China       | Zhang Jun Gao Ling             |
|      | Reino Unido | Nathan Robertson Gail Emms     |
|      | Dinamarca   | Jens Eriksen Mette Schjoldager |

### Quartas de final
16 de agosto

| Jonas Rasmussen / Rikke Olsen, DEN    | (17-14, 15-8) | Kim Dong-moon / Ra Kyung-min, KOR         |
| Nathan Robertson / Gail Emms, GBR     | (15-8, 17-15) | Chen Qiqiu / Zhao Tingting, CHN           |
| Jens Eriksen / Mette Schjoldager, DEN | (15-12, 15-8) | Nova Widianto / Vita Marissa, INA         |
| Zhang Jun / Gao Ling, CHN             | (15-3, 15-1)  | Frederik Bergström / Johanna Persson, SWE |

### Semifinal
18 de agosto

| Nathan Robertson / Gail Emms, GBR | (15-6, 15-12) | Jonas Rasmussen / Rikke Olsen, DEN    |
| Zhang Jun / Gao Ling, CHN         | (15-9, 15-5)  | Jens Eriksen / Mette Schjoldager, DEN |

### Disputa pelo bronze
19 de agosto

| Jens Eriksen / Mette Schjoldager, DEN | (15-5, 15-5) | Jonas Rasmussen / Rikke Olsen, DEN |

### Final
19 de agosto

| Zhang Jun / Gao Ling, CHN | (15-1, 12-15, 15-12) | Nathan Robertson / Gail Emms, GBR |

## Quadro de medalhas do badminton
| Pos. | País              | Ouro | Prata | Bronze | Total |
| 1    | CHN China         | 3    | 1     | 1      | 5     |
| 2    | KOR Coreia do Sul | 1    | 2     | 1      | 4     |
| 3    | INA Indonésia     | 1    | 0     | 2      | 3     |
| 4    | GBR Grã-Bretanha  | 0    | 1     | 0      | 1     |
| 4    | NED Países Baixos | 0    | 1     | 0      | 1     |
| 6    | DEN Dinamarca     | 0    | 0     | 1      | 1     |